# ジオマンシー

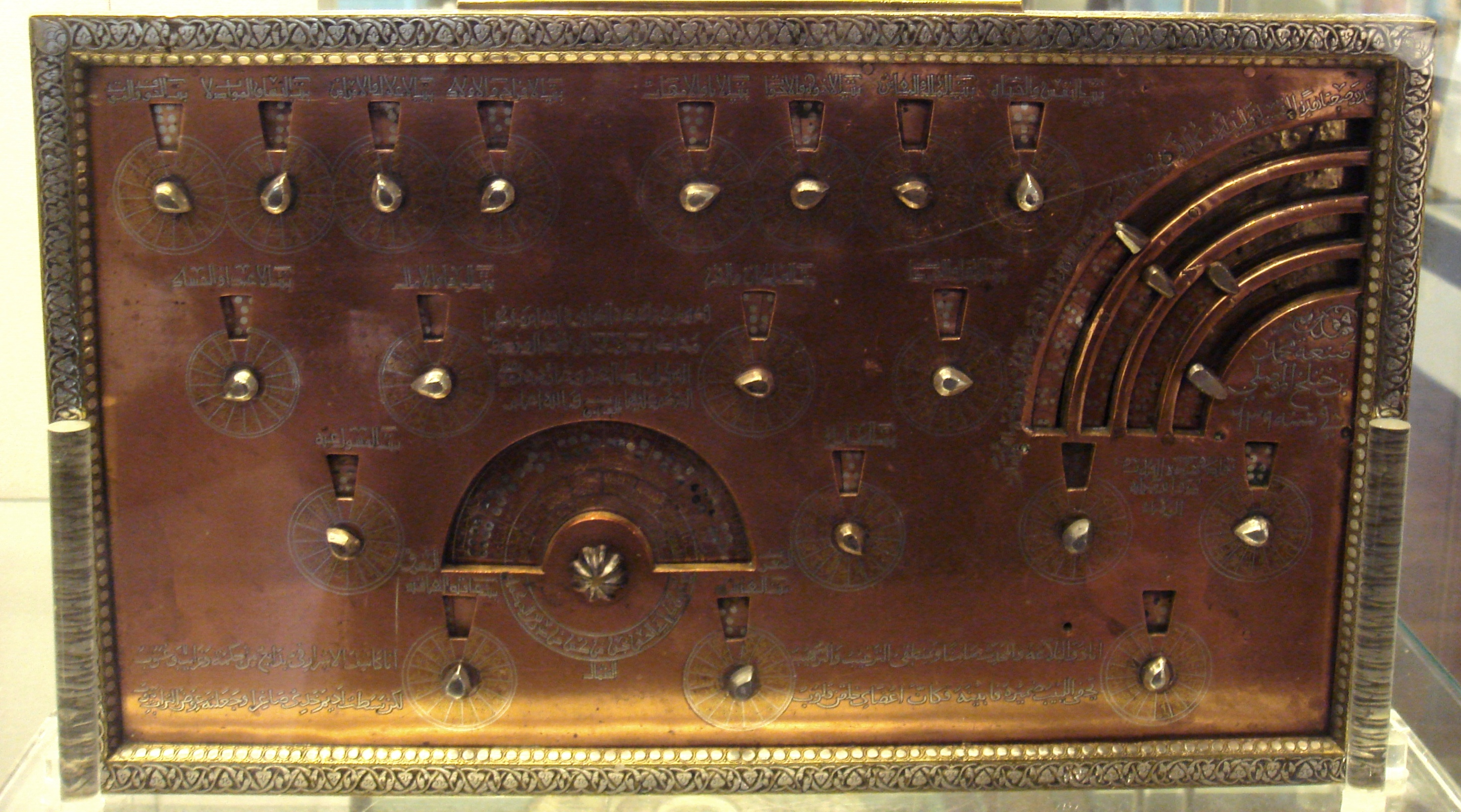
エジプトまたはシリアで1241年から1242年に Muhammad ibn Khutlukh al Mawsuli が製作したジオマンシー用装置。ダイヤルを回すとドットのパターンが無作為に現れるので、それを解釈する。 （大英博物館）

ジオマンシー（geomancy、ギリシア語: γεωμαντεία）またはゲオマンシーは、土や石や砂を手に握り、それを地面に投じてできたパターンを解釈して行う占いの一種である。土占いとも。最も広く流布したジオマンシーの方式では、16種類の形を再帰的にあてはめて解釈し、占星術的解釈とからめて行うことが多い。
アフリカおよび中世とルネサンス期のヨーロッパで流行し、社会のあらゆる階級で行われた。17世紀まで本や論文が出版されていたが、オカルトが流行らなくなると共に出版も下火になった。近年、John Michael Greer の作品などで再び注目されるようになり、主なオカルトサークルでジオマンシーが行われるようになっている。

## 歴史

16個のジオマンシーの形。一行目から順に、プエル、アミッショ、アルブス、ポプラス、フォーチュナ・メジャー、コンジャンクショ、プエラ、ルベウス、アクウィシショ、カルサー、トリスティシャ、ラエティーシャ、カウダ・ドラコニス、カプト・ドラコニス、フォーチュナ・マイナー、ヴィア。

ジオマンシーはギリシア語の geōmanteía に由来し、「大地による予言」を意味する。これは、アラビア語の ‛ilm al-raml（砂の科学）を翻訳したものである。ギリシア語ではそれ以前に raml（砂）という単語をそのまま使い、rhamplion または rabolion と呼んでいた。アラビア語ではジオマンシーを khatt al-raml あるいは darb al-raml とも呼ぶ。
ジオマンシーは中東のアラブ世界で理論付けされたが、文献がないため詳細は不明である。それぞれの形の名称は、ペルシャ起源を除いてアラビア語起源である。錬金術の文書ではインドがジオマンシーの起源だということが示唆されているが、Skinnerはこれをありそうにもないことと考えている。アラブ商人の交易域が拡大することで文化や知識のやり取りがあったことから、アラブあるいはイスラムで発生したと考えられる。サハラ以南のアフリカで行われていた Ifá や sikidy といった占いに理論付けしたものとされている。これらの占いはアラブ世界での占いに基づくか同時に発展した。二進法の使用はアフリカの平原の文化によく見られる特徴である。
ヨーロッパでは中世初期からアラビア語の文献や論文の翻訳が始まり、ジオマンシー関連の文献もそのころ伝わった。イシドールスは、火占い、空気占い、交霊占いなどとともにジオマンシーを占い法のひとつに挙げているが、その用途や方法は記していない。イシドールスがジオマンシーと記したのは、現在知られているジオマンシーではなく水晶占いとも考えられる。12世紀中期の詩人 Bernardus Silvestris の Experimentarius という詩は、占星術的ジオマンシーの作品を韻文にしたものである。ジオマンシーに関する論文で最初にラテン語に翻訳されたものとしては、Hugh of Santalla が翻訳した Ars Geomantiae がある。そのころには中東やアフリカのアラビア語を話す地域でジオマンシーが占い体系として確立していたはずである。他にもクレモナのジェラルドが、それまでは無視されていた占星術的要素と技法を取り入れたジオマンシーに関する文書を翻訳した。それ以降、多くのヨーロッパの学者がジオマンシーを研究・実践し、多数の論文を書いた。中でもハインリヒ・コルネリウス・アグリッパ、Christopher Cattan、John Heydonの著作が有名である。しかし17世紀以降、科学革命の隆盛によってオカルトや占いへの興味が衰えていった。
19世紀になると Robert Thomas Cross、エドワード・ブルワー＝リットンらの活動によってオカルトへの関心が高まり、Franz Hartmann が出版した The Principles of Astrological Geomancy によってこの占い体系への関心が再燃した。この本やもっと古い本に基づき、黄金の夜明け団がジオマンシーなどのオカルトに関する知識の収集を開始し、アレイスター・クロウリーが様々なオカルト知識の集大成となる本を出版した。しかし、黄金の夜明け団のメンバーには古いオカルト技法を学び、練習し、教える時間があまりなかったため、占いや儀式の精巧な体系が圧縮され、プロセスの多くが失われた。実際、本来のジオマンシーにはパターンを認識する技量とその解釈の複雑な技能があったが、彼らはそれをいくつかの図形に基づいて事前設定された答を選ぶという方式に圧縮してしまった。
他の占い体系と同様、ジオマンシーにも神話的起源がある。あるアラビア語のヘルメス主義文書によると、イドリース（またはヘルメス・トリスメギストス）の夢枕に天使ジブリールが現れたという。イドリースが教えを乞うと、ジブリールはジオマンシーの図形を描き始めた。何をしているのか訊ねると、ジブリールはイドリースにジオマンシーの技法を教えた。この秘密を守るため、彼はジオマンシーの本を書いたとされるインドの王 Ṭumṭum al-Hindi を捜し求めた。この本は秘密の仲間を通して Khalaf al-Barbarĩ の手に渡り、彼がマディーナまで赴き、預言者ムハンマド自身がイスラム教に変換した。占いの技法を知っていることを告白し、彼はイスラム以前の預言者もジオマンシーを知っていたと説明し、ジオマンシーを学ぶことで誰でも預言者が知っていることを知ることができるかもしれないとした。
ジオマンシーの起源についての別の神話にもイドリースが関わっている。神に祈るとイドリースは容易に生きていける方法を教えられた。イドリースは働くこともなく退屈に1日を過ごし、暇にまかせて砂に絵を描き始めた。すると見知らぬ人が現れ、何をしているのかと訊ねた。イドリースはただ遊んでいるだけだと応えたが、相手はひどく真剣そうに見えると応じた。イドリースは疑い深くそれを否定しようとしたが、相手はイドリースの描いている図形の意味の重大さを説明した。彼はイドリースに別の絵を描くよう命じ、イドリースが従うと再びその図形の意味と重大さを説明した。2人はこれを続け、イドリースは16種類の図形を発見し理解することになった。その人物はイドリースにそれらの形の形成方法と解釈方法を教え、通常の知覚だけでは知りえないことを知る方法を教えた。イドリースがジオマンシーを習得したことを確かめると、その人物は自分が天使ジブリールであることを明かすと姿を消した。イドリースは神と神のメッセンジャーに感謝し、誰にもその秘密を明かさなかった。彼が亡くなる前にジブリールが教えてくれた技法を記した本を書いた。
古代の記録から、イドリースは預言者ダニエルまたはエノクとされている。これによりジオマンシーは神からの正統な贈り物という説明がなされ、さらに預言者の1人が実際にそれを行っていたのだという正統性が与えられた。しかし、イブン＝ハルドゥーンの Muqaddima などジオマンシーを否定する立場からは、それがイスラム以前の知識体系であり、コーランの啓示によってそのような認識論は過去のものになったとしている。
ジオマンシーの発展と変遷の中で、様々な物語や劇が技法としてのジオマンシーを話の中に組み込んできた。『千夜一夜物語』の中のある物語では、アフリカ人魔術師とその兄弟がアラジンを探すのにジオマンシーを使っている。印刷された物語で初めてジオマンシーを登場させたのは、ウィリアム・ラングランドの『農夫ピアズの夢』で、その中でジオマンシーは天文学に必要な知識と不当に比較されている。1386年のジェフリー・チョーサーの『カンタベリー物語』では、「牧師の話」の中でジオマンシーをからかいの対象として登場させている。シェイクスピアとベン・ジョンソンもジオマンシーを喜劇的息抜きとして扱っていた。ダンテ・アリギエーリの『神曲』でもジオマンシーをついでのように参照している。その「煉獄篇」の一節に次のような部分がある。
It was the hour when the diurnal heat
no more can warm the coldness of the moon,
wanquished by earth, or peradventure Saturn,
When geomancers their Fortuna Major
see in the orient before the dawn
rise by a path that long remains not dim...—Dante Aligheri, 「フォーチュナ・メジャー」と「ヴィア (path)」を参照している。

## 表の作成

シールド表。「母」は右から左にヴィア、アクウィシショ、コンジャンクショ、ラエティーシャである。「調停者」は描かれていないが、この場合はアミッショになる。

ジオマンシーにおいて占い師（ジオマンサー）は16個の乱数を生成し、数えることなく16行の点または印を作る必要がある。作った点の個数を数えないことで、占い師は多くの占いに必要とされる一見して無作為な機構を提供する。行を生成したら、占い師は各行から2点ずつ消して行き、各行に1点か2点が残るようにする。数学的には、その行の点の個数が偶数であれば2点が残り、奇数であれば1点が残る。残った点を4行ずつのグループにし、最初の4つのジオマンシーの形とする。これを元にして残る形を生成していく。形の生成が終わったら、ジオマンシーの「霊感」的部分は完了し、残りはアルゴリズム的な計算だけである。
伝統的なジオマンシーでは、砂地の表面と手または棒を必要とするが、蝋タブレットとスタイラス、あるいは紙とペンでも代用できる。占いによっては儀式的な道具を必要とする場合もある。アラビア起源であるため、印や形を描く場合にアラビア文字のように右から左に描いていくことが多いが、絶対そうしなければならないというものではない。現代的ジオマンシーではコンピュータを使って乱数を発生させたり、物を投げて乱数を発生させたりする。ジャガイモの芽の数を数える、専用のサイコロを振る、さやに入っていた豆の個数を数えるといった方法もある。各カードがジオマンシーの形に対応した特別なカードを使う方法もある。この場合、シャッフルしたカードデッキから4枚だけカードを選べばよい。完全なジオマンシーの図を生成する機械もある。
得られた形をシールド表と呼ばれる特別な表に入れる。シールド表 (shield chart) はカントール集合の再帰的性質を思い起こさせる。最初の4つの形を「母 (matres)」と呼び、表内の他の形を生成する元になる。「母」は表の右上端の4マスに順に置かれ、4つのうち右端が一番目の母となる（ここでも伝統的に右から左に置かれる）。次の4つの形を「娘 (filiae)」と呼び、「母」に使われている行を並べ替えることで形成される。1番目の「娘」は4つの「母」それぞれの1行目を順に組み合わせて形成される。2番目の「娘」も同様にそれぞれの「母」の2行目を使って形成される。「娘」は表の中の次の4マス、「母」と同じ行に置かれる。
8つの「母」と「娘」ができたら、4つの「姪 (nepotes)」を作る。このとき、「姪」のマスの上に2つのマスがあるので、それらのマスにある形を行ごとに加算することで「姪」の形が形成される。行ごとの加算とは、点の合計が奇数か偶数かを判定することで、奇数なら対応する「姪」の行には1点、偶数なら2点を記入する。概念的には、2点の行を「偽」、1点の行を「真」と解釈すれば、命題論理の排他的論理和と同じことである。
「姪」が4つできたら、「姪」の場合と同じようにして「証人 (testes)」を2つ形成する。1番目と2番目の「姪」から右側の「証人」、3番目と4番目の「姪」から左側の「証人」を作る。同様に2つの「証人」から「裁判官 (iudex)」を形成する。16番目の形である「調停者 (superiudex)」は「裁判官」と1番目の「母」を同様に加算することで得られるが、これは外来のものと考えられ、最近では「バックアップの形」とされている。

## 表の解釈
シールド表は必要な形を簡単に生成するための視覚的ガイドであり、占いの答は15個または16個の形の中心である「裁判官」または「調停者」を解釈することで得られる。熟練した占い師は表の中のそれぞれの形を、その位置や点の数や加算で得られた形の類似性などに基づいて解釈する。通常、「裁判官」が質問の答を表し、右の「証人」が質問する側の状況、左の「証人」が質問対象の人や物の状況を表し、「調停者」は質問者が得られるものや結果を表す。熟練した占い師は、表を解釈することで、その状況の真の原因、隠れた影響、その結果得られるもの、質問者の人生の全体的な流れやイベントを推論することができる。
シールド表の解釈の一部として、3つの形を一組としてトリプリシティ (triplicity) と呼び、それを解釈する。トリプリシティには2つの「母」または「娘」と、それらから生成された「姪」を含む。解釈の仕方は「証人」と「裁判官」と似ており、右の親が過去、子が現在、左の親が未来を意味する。別の解釈法では、右の親を質問者側、左の親を質問対象側、子を両者の関係と解釈する。
| トリプリシティ     | 対応する形                         | 解釈 |
| ------------------ | ---------------------------------- | --- |
| 第一トリプリシティ | 第一「母」、第二「母」、第一「姪」 | 質問者の健康、気分、見た目、癖など。質問者の人生における現在の流れ。                                               |
| 第二トリプリシティ | 第三「母」、第四「母」、第二「姪」 | 質問者にその時点で影響を与えているもの。質問者の人生を形作る要因と質問を取り巻く状況。                             |
| 第三トリプリシティ | 第一「娘」、第二「娘」、第三「姪」 | 質問者と関係が深い場所（家や仕事場など）。質問が失せ物や人探しなら、そこで見つかる。質問者の家族、配偶者、同居人。 |
| 第四トリプリシティ | 第三「娘」、第四「娘」、第四「姪」 | 友人、同僚、上司など。外部からもたらされる状況や要因。                                                             |

ジオマンシーの表を解釈するもう1つの方法は、表内の16個の形にある点の数の合計を求める手法である。点の総数は64から128まで考えられ、平均は96となる。ピエトロ・ダバーノは、16個の形の点の総数と96との比較で、質問された状況がどのくらい早く訪れるかを示すとした。点の総数が96なら、その状況は「迅速かつ確実に」訪れる。総数が96未満なら解決はさらに早く、総数が小さいほどその時期は現時点に近い。逆に総数が96より大きければ解決もゆっくりとなる。

上のシールド表をハウス表に変換したもの。「証人」、「裁判官」、調停者」は描かれていない。

ヨーロッパでは、形を解釈する別の方法としてハウス表が考案された。これは占星術のハウスを取り入れたものである。その場合、シールド表のデータをハウス表のハウスに割りあてる。その配置の順番は流派によって異なる。シールド表で答を得るジオマンシーもヨーロッパに根強く存在するが、ハウス表を用いるジオマンシーは西洋占星術も取り入れて強化したものである。質問に基づき、質問者の人生、質問自体を形成している要因、関連する状況についてより深い洞察を得ることができるという。いくつかのハウスが同じ形となる場合、注意が必要である。その場合、同じ状況やイベントがそれらのハウスに影響することを示す。
ピエトロ・ダバーノはジオマンシーに関する論文の中で、表示体 (significator) と共にジオマンシー的解釈に使われる完璧度 (modes of perfection) を論じている。占星術的ジオマンシーでは、表示体は質問者のアイデンティティと質問対象のアイデンティティに基づいて選ばれる。一般に質問者が本人とは全く関係ないことを質問する場合を除いて、質問者の表示体は第一ハウスに置かれる。質問対象の表示体は、質問内容に従って決定される。すなわち、占星術のハウスごとの意味と質問内容を照らし合わせて決める。複数の要素が絡むような質問の場合、表示体が複数になることもある。「はい」か「いいえ」、「できる」か「できない」かなど、単純な答で済む質問の場合、完璧度だけで答を得ることができる。表が完璧であれば、答えは「はい」である。完璧でない場合は「いいえ」となる。ジオマンシーの形の持つ性質も考慮される。否定的な形だが表が完璧な場合、問題は解決するが質問者が納得する結果にはならない。逆に表は完璧ではないが形がよい場合、問題は解決しないが質問者が満足できる結果が得られる。
| 完璧度      | 関係する形                                          | 解釈 |
| ----------- | --------------------------------------------------- | --- |
| Occupation  | 質問者の表示体と質問対象の表示体が同じ形である。    | 質問者と質問対象の間で自然な関係がある。問題は特に努力しなくとも自然に解決する。 |
| Conjunction | 表示体の1つが別の表示体と隣接するハウスに移動する。 | 質問者と質問対象は出会う。表示体の移動は、対応する側がなんらかの行動を起こす必要があることを示す。質問者の表示体が移動するなら、質問者が何らかの行動を起こして解決しようとしなければならない。逆なら相手側が行動を起こすので、質問者は何もする必要がない。 |
| Mutation    | 2つの表示体が表内の隣接するハウスに現れる。         | 予期しない形で解決がなされる。普段通らない道を通ってみよう。 |
| Translation | それぞれの表示体のハウスの隣に同じ形が現れる。      | 第三者が解決策をもたらす。仲裁人が質問者と質問対象のギャップを埋める役目を果たす。 |
| Denial      | 2つの表示体に何の関係もない。                       | 完璧度が低い（存在しない）。問題は解決しない。 |

完璧度に加えて、占星術的ジオマンシーではアスペクトにも注意を払い、特に表示体のアスペクトに注意する。表の完璧さが低い場合、表示体同士のアスペクトを調べる。ここでいうアスペクトは占星術のものとほぼ同じである。
Christopher Cattan は解決策を決定する際にハウスの占星術的強さを考慮することを提案している。形の性質（質問内容に対して良い・悪いなど）とそれがどういう種類のハウス（カデント、サクシデント、アンギュラー）に入るかを観察し、全体的な解釈を行う。カデントの性質を持つハウスに入った形はほとんど影響を及ぼさない。サクシデントの場合はある程度の影響があり、アンギュラーの場合は大きな影響を及ぼす。
ジオマンシーで使われる占星術的技法としては他に、黄道十二宮とジオマンシーの形を対応付け、惑星の運行などと結びつけて解釈するやり方もある。

## ジオマンシーの16個の形
- 名称は50音順ソート。形の欄でソートすると元の順序に戻る。

| 名称                                   | 形        | 意味                                   | 解釈 | サイン | 占星術との対応 ルーラー                      | 属性       |
| -------------------------------------- | --------- | -------------------------------------- | --- | ------ | -------------------------------------------- | ---------- |
| ヴィア (Via)                           | 仮キー01- | 道・経路                               | 旅や道に関わることは吉。変化や行動。                                                                                         | 巨蟹宮 | 欠けた月                                     | 水         |
| カウダ・ドラコニス (Cauda Draconis)    | 仮キー02- | ドラゴンの尾、月の降交点               | 総じて凶だが、物事の終わりに際しては吉。                                                                                     | 処女宮 | 土星、火星                                   | 火         |
| プエル (Puer)                          | 仮キー03- | 少年、男性の象徴                       | 多くの場合凶だが、恋愛と戦争に関しては吉。                                                                                   | 白羊宮 | 火星                                         | 空気（火） |
| フォーチュナ・マイナー (Fortuna Minor) | 仮キー04- | 小さな幸運、陽射し                     | ほとんど全ての質問に弱い肯定的結果が得られる。外部の助けによって一時的成功が得られる。                                       | 獅子宮 | 黄道のうち天球の南半球にある部分における太陽 | 火         |
| プエラ (Puella)                        | 仮キー05- | 少女、女性の象徴                       | 多くの場合吉だが、特に女性・美などに関しては大吉。                                                                           | 天秤宮 | 金星                                         | 水（空気） |
| アミッショ (Amissio)                   | 仮キー06- | 損失、伏せられたボウルやカップ         | 総じて凶だが、恋愛や損失を望む場合は吉。                                                                                     | 金牛宮 | 逆行中の金星                                 | 火（土）   |
| カルサー (Carcer)                      | 仮キー07- | 監獄、囲い                             | 不動性を表し、力も表す。問題によっては頑固さを表しあまり好ましくないが、安全や保安に関する問題の場合は好ましい解釈もできる。 | 磨羯宮 | 逆行中の土星                                 | 土         |
| ラエティーシャ (Laetitia)              | 仮キー08- | 喜び、橋、噴水、虹                     | 可能性、喜び、幸福に関する状況では吉。                                                                                       | 双魚宮 | 逆行中の木星                                 | 火（水）   |
| カプト・ドラコニス (Caput Draconis)    | 仮キー09- | ドラゴンの頭、月の昇交点               | 基本的に中立的だが、新しいことを始めるのは吉。                                                                               | 人馬宮 | 木星、金星                                   | 土         |
| コンジャンクショ (Conjunctio)          | 仮キー10- | 結合、交差点                           | 中立的だが、結婚やなんらかの関係を結ぶことは吉。                                                                             | 処女宮 | 逆行中の水星                                 | 空気（土） |
| アクウィシショ (Acquisitio)            | 仮キー11- | 利得、上向きのボウルやカップ           | 総じて吉。特に何かを得ようとすることは大吉。                                                                                 | 人馬宮 | 木星                                         | 空気（火） |
| ルベウス (Rubeus)                      | 仮キー12- | 赤、伏せたグラス、逆転                 | 悪いことは吉で、よいことは凶。                                                                                               | 天蝎宮 | 逆行中の火星                                 | 空気（水） |
| フォーチュナ・メジャー (Fortuna Major) | 仮キー13- | 大きな幸運、大地から伸びて実をつけた木 | 大吉。思い通りにことが運ぶ。何かを始めるのによい。                                                                           | 獅子宮 | 黄道のうち天球の北半球にある部分における太陽 | 火         |
| アルブス (Albus)                       | 仮キー14- | 白、上向きのグラス                     | 総じて吉だが、力は弱い。 | 双児宮 | 水星                                         | 水（空気） |
| トリスティシャ (Tristitia)             | 仮キー15- | 後悔、壊れた橋、地面に打たれた杭       | 総じて凶。悲しみや哀悼を暗示する。                                                                                           | 宝瓶宮 | 土星                                         | 土（空気） |
| ポプラス (Populus)                     | 仮キー16- | 人々、群衆                             | 多くの人間が関わることを暗示する。                                                                                           | 巨蟹宮 | 満月                                         | 水         |

## ジオマンシーと数学
4つの二進数の元がそれぞれの形を形成しているため、16種類の組合せ（順列）がある。表は4つの「母」から生成されるため、164 すなわち65536通りの表がありうる。数学的には、合計の点の個数が偶数の形だけが「裁判官」になりうる。つまり8種類の「裁判官」それぞれを生成する8192通りの表が存在する。伝統的なジオマンシーでは、この知識を一種のパリティチェックとして利用し、表に間違いがないことの確認に使っていた。
表に現れる16個の形（4個の「母」、4個の「娘」、4個の「姪」、2個の「証人」、「裁判官」と「調停者」）のうち、少なくとも1組は同じ形が存在する。しかし、「調停者」はオプションとされることが多いため除いて考えると、「母」の16種類の組合せで生成される表には同じ形が決して現れない。その場合、4行全部が2点の「ポプラス (Populus)」は表に決して現れない。何故なら、数学的には加算する2つの形が同じでないと「ポプラス」にはならず、「ポプラス」と何かを加算すると、そのもう一方と同じ形になるためである。そのような表では「裁判官」は「コンジャンクショ (Conjunctio)」、「アミッショ (Amissio)」、「カルサー (Carcer)」、「アクウィシショ (Acquisitio)」のいずれかとなる。そのような表を生成する16種類の「母」の組合せを以下に示す。
- プエル (Puer)、カプト・ドラコニス (Caput Draconis)、トリスティシャ (Tristitia)、アルブス (Albus)
- コンジャンクショ (Conjunctio)、プエラ (Puella)、フォーチュナ・メジャー (Fortuna Major)、トリスティシャ
- プエラ、プエル、トリスティシャ、アルブス
- プエラ、カウダ・ドラコニス (Cauda Draconis)、トリスティシャ、アルブス
- ルベウス (Rubeus)、ラエティーシャ (Laetitia)、プエラ、プエル
- ルベウス、ラエティーシャ、カウダ・ドラコニス、プエラ
- ルベウス、ラエティーシャ、カウダ・ドラコニス、カプト・ドラコニス
- ルベウス、ラエティーシャ、カウダ・ドラコニス、プエル
- アクウィシショ (Acquisitio)、プエラ、アルブス、フォーチュナ・メジャー
- ラエティーシャ、フォーチュナ・メジャー、プエル、コンジャンクショ
- ラエティーシャ、フォーチュナ・メジャー、アクウィシショ、カウダ・ドラコニス
- カウダ・ドラコニス、カプト・ドラコニス、トリスティシャ、アルブス
- カプト・ドラコニス、アミッショ (Amissio)、フォーチュナ・メジャー、トリスティシャ
- カプト・ドラコニス、カルサー (Carcer)、アルブス、フォーチュナ・メジャー
- フォーチュナ・メジャー、ルベウス、プエル、アミッショ
- フォーチュナ・メジャー、ルベウス、カルサー、カウダ・ドラコニス

数学者 Ron Eglash はアフリカの文化に見られるフラクタル構造を研究する中で、ジオマンシーの占い師が地面に初期の行群を描き、それに二進の再帰プロセスを適用して乱数を生成していることを発見した。この技法が北アフリカのイスラム神秘家を経てヨーロッパにもたらされた。おそらく、北アフリカと西アフリカの交易やイスラム王国により、アフリカの伝統的技法が伝わったと考えられている。他の地域（例えば中東や中国）では10を底とする数値体系が使われてきたのに対して、ジオマンシーが使っている2を底とする体系はサハラ以南のアフリカで広く使われてきた。ドイツの数学者ゴットフリート・ライプニッツが二進法を考案した背景には、ジオマンシーの技法もあると考えられ、それが後のブール代数やコンピュータの基礎となった。

## その他の様式
アラビアの伝統では、砂の上に点を並べた無作為な線を描いた。このプロセスは中世期にヨーロッパにそれが伝わったころから事実上変化しておらず、今もアラブ諸国に伝えられている。Sikidyなどのアフリカの占術もほとんど変わらずに今に伝えられている。
アフリカの伝統的ジオマンシーの一種では、一握りの土を投げ、その落ちる様を観察する。大地の精霊の使いとしてネズミを使う技法もある。最古のジオマンシーの一形式であるIfáは西アフリカが起源であり、アラビアやヨーロッパのジオマンシーと同じく16種類の形を使うが、それらの名称と意味は異なる。また、2つしか形を使わないようプロセスが短縮されている。中国では易者がトランス状態で地面に図を描き、助手（通常、若い少年）がそれを解釈する。岩石や土の中にパターンを見出す方式のジオマンシーもあり、スクライングもその一種といえる。古くから中国で行われ、台湾・香港の華人社会のさまざまな宗教結社でもみられる「扶鸞」（ふらん、フーチー）という一種の交霊術儀礼は、砂の上のパターンを解釈するという点でジオマンシーと共通する。扶鸞はコックリさんのように自動書記を利用した術で、二人一組または一人で鸞筆という道具を持ち、砂を敷いた盤に文字や模様を描いていく。

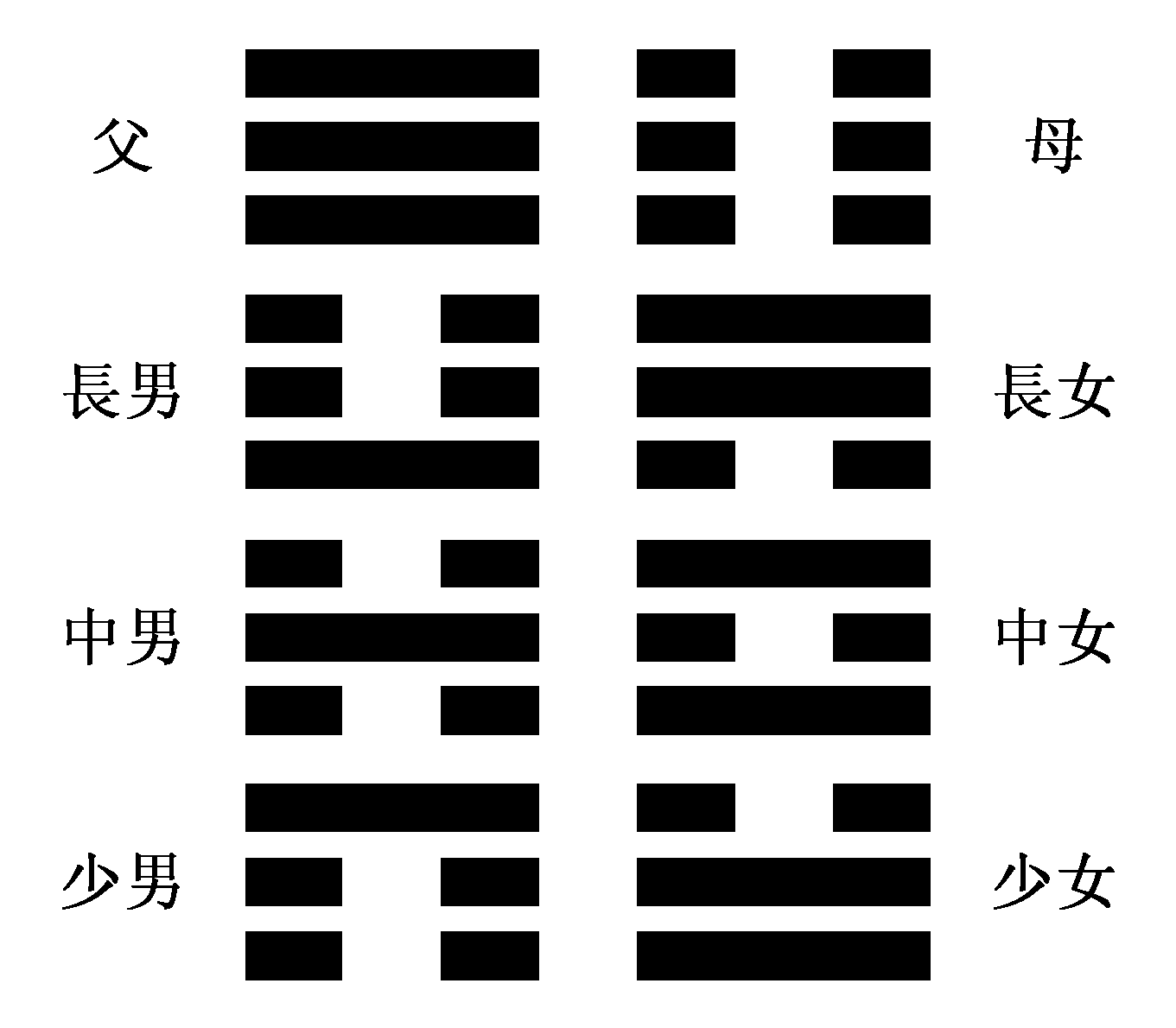
易経の八卦

中国の占いである易経にはジオマンシーとの類似点が多々ある。陰と陽で表される（爻）を3個組み合わせたもの（三爻）を無作為に生成し、そうして出てきた形の組合せを解釈する。ジオマンシーのように形同士を再構成したり加算したりすることはない。三爻の組み合わせを卦と呼び、8パターン（八卦）が存在する。これを2つ組み合わせて六十四卦とし、さらに各卦の六爻それぞれに爻辞と呼ばれる占いの文句がつけられているため、結果の組み合わせは8×8×6で384となる。
Kumalakはカザフスタンのトゥヴァや他の中央アジア地域で行われているジオマンシーの一種である。Kumalakでは3行3列の格子を使い、そこに祈祷師が41個のビーズを儀式的に配置していく。Kumalakは祈祷師が祖先の霊や精霊と交信する手段というだけでなく、一種の占いとして情報を得る手段となっている。
朝鮮では9世紀の仏僧 Toson がジオマンシーを広めた。朝鮮におけるジオマンシーは地勢からその土地の将来、王朝や一族の強さを見るもので、いわゆる風水に近い。東アジアでは今も風水が盛んだが、かつて都市の建設場所を決定したほどの力は失っている。
19世紀の中国ではキリスト教宣教師たちが風水を「ジオマンシー」と翻訳した。どちらも建物の配置や位置などに基づき気の流れを操作するものと見られたためである。地理風水は一種の相術であって、偶然性を利用した卜占である西洋のジオマンシーとは異なるものであるが、geomancy は風水の英訳としても広く用いられている。インドにも類似の学問としてヴァーストゥ・シャーストラがあり、これも「ジオマンシー」の一種とされることがある。このように「ジオマンシー」は徐々に拡大解釈されるようになり、大地に関連する神秘的なものは全てそう呼ばれるようになっていった。
このように現代の西洋では「ジオマンシー」は中国や朝鮮の風水など、世界各地の「地相術」を指す言葉としても用いられている。